# Mechanicstown (New York)
Pour les articles homonymes, voir Mechanicstown.
Mechanicstown est une census-designated place du comté d'Orange, dans l'État de New York, aux États-Unis,. En 2020, elle compte une population de 8 065 habitants.